# Municipio de Liberty (condado de Hendricks)
El municipio de Liberty (en inglés: Liberty Township) es un municipio ubicado en el condado de Hendricks en el estado estadounidense de Indiana. En el año 2010 tenía una población de 5772 habitantes y una densidad poblacional de 45,06 personas por km².

## Geografía
El municipio de Liberty se encuentra ubicado en las coordenadas 39°39′28″N 86°30′2″O / 39.65778, -86.50056. Según la Oficina del Censo de los Estados Unidos, el municipio tiene una superficie total de 128.09 km², de la cual 127.56 km² corresponden a tierra firme y (0.41%) 0.53 km² es agua.

## Demografía
Según el censo de 2010, había 5772 personas residiendo en el municipio de Liberty. La densidad de población era de 45,06 hab./km². De los 5772 habitantes, el municipio de Liberty estaba compuesto por el 96.26% blancos, el 0.49% eran afroamericanos, el 0.19% eran amerindios, el 1.7% eran asiáticos, el 0.02% eran isleños del Pacífico, el 0.57% eran de otras razas y el 0.78% pertenecían a dos o más razas. Del total de la población el 1.18% eran hispanos o latinos de cualquier raza.